# Regina Oja
Regina Oja (Tallinn, 31 gennaio 1996) è una biatleta estone.
In seguito al matrimonio con Kalev Ermits, a sua volta biatleta, ha assunto il cognome del marito e dalla stagione 2022-2023 gareggia come Regina Ermits.

## Biografia
Ha debuttato in IBU Cup nel 2013 e in Coppa del Mondo il 17 gennaio 2016 a Ruhpolding (21ª in staffetta), a livello individuale ha esordito il 1º dicembre 2017 ad Östersund (91ª nell'individuale). Ai campionati mondiali ha esordito a Östersund 2019 piazzandosi 81ª nella sprint, 59ª nell'individuale, 12ª nella staffetta e 14ª nella staffetta mista.
Ha ottenuto il primo podio in Coppa del Mondo il 25 gennaio 2020 nella staffetta singola mista di Pokljuka (2ª), in coppia con Rene Zahkna. Ai mondiali seguenti di Anterselva 2020 è stata 30ª nella sprint, 48ª nell'inseguimento, 68ª nell'individuale, 15ª nella staffetta mista e 12ª nella staffetta singola mista. Nella rassegna iridata successiva di Pokljuka 2021 si è classificata 83ª nella sprint, 62ª nell'individuale e 17ª nella staffetta. Ha partecipato per la prima volta ai Giochi olimpici invernali a Pechino 2022 posizionandosi 56ª nella sprint, 50ª nell'inseguimento, 79ª nell'individuale, 15ª nella staffetta e 16ª nella staffetta mista; ai Mondiali di Oberhof 2023 è stata 64ª nella sprint, 73ª nell'individuale e 10ª nella staffetta, a quelli di Nové Město na Moravě 2024 si è piazzata 25ª nella sprint, 24ª nell'inseguimento, 13ª nell'individuale, 12ª nella partenza in linea, 4ª nella staffetta e 12ª nella staffetta mista e a quelli di Lenzerheide 2025 si è classificata 51ª nella sprint, 25ª nell'inseguimento, 60ª nell'individuale, 10ª nella staffetta, 13ª nella staffetta mista e 15ª nella staffetta mista individuale.

## Palmarès

### Coppa del Mondo
- Miglior piazzamento in classifica generale: 47ª nel 2025
- 1 podio (a squadre):
  - 1 secondo posto